# Ley del Gran Hamburgo

Gran Hamburgo, con los nuevos territorios incorporados y Hamburgo con los límites originales.

La Ley del Gran Hamburgo (en alemán: Groß-Hamburg-Gesetz) fue aprobada por el gobierno de la Alemania nazi el 26 de enero de 1937, y ordenaba el intercambio de territorios entre Hamburgo y el Estado Libre de Prusia. Se hizo efectiva el 1 de abril de 1937. Su entero título en alemán era Gesetz über Groß-Hamburg und andere Gebietsbereinigungen ("Ley sobre el Gran Hamburgo y Otros Reajustes Territoriales").

## Ampliación de Hamburgo
Hamburgo perdió la mayoría de sus exclaves, incluyendo Geesthacht y Cuxhaven. En compensación, Hamburgo fue ampliada con la inclusión de antiguas ciudades prusianas como Altona, Wandsbek y Harburg-Wilhelmsburg, así como varias poblaciones menores. Esto representó la fusión formal de lo que previamente había sido referido como la «Región de las Cuatro Ciudades».
Un cambio simbólico pero importante fue el cambio de nombre oficial de Hamburgo. Debía ser referida como Hansestadt Hamburg (Ciudad Hanseática de Hamburgo) en lugar de Freie und Hansestadt Hamburg (Ciudad Libre y Hanseática de Hamburgo). La referencia a la libertad en el viejo nombre se remonta al Sacro Imperio Romano Germánico, que incluía a varias ciudades libres imperiales más o menos independientes, incluyendo Hamburgo.

## Prusia
Junto a las regulaciones para Hamburgo, la ley fusionó la Ciudad Libre de Lübeck con Prusia. Algunas villas menores fueron incluidas en el Estado de Mecklemburgo. Lübeck había sido un miembro independiente de la federación de Estados que formaron el Reich antes que el Gleichschaltung empezara a armonizarlos y ponerlos en línea en 1933-32. Adolf Hitler tenía un disgusto con Lübeck desde que el consejo de la ciudad le prohibió hacer campaña ahí en 1932, aunque también había una necesidad de compensar a Prusia por sus pérdidas en favor de Hamburgo. Junto con Lübeck, que fue incorporada a la provincia prusiana de Schleswig-Holstein, Hamburgo tuvo que ceder sus posesiones de Geesthacht, que también pasó a Schleswig-Holstein, y Ritzebüttel (que incluía Cuxhaven), que pasó a la provincia de Hannover. De las posesiones que Prusia cedió a Hamburgo, Altona y Wandsbek habían pertenecido a Schleswig-Holstein, mientras que Harburg-Wilhelmsburg había formado parte de Hannover.
En tanto que toda la Alemania nazi fue dividida en Gaue, los Gauleiter (Gau líder) de las regiones vecinas de Lübeck, Schleswig-Holstein y Mecklemburgo, habían estado compitiendo por el control de la ciudad desde 1933. Su fusión con Prusia representó la victoria del Gauleiter de Schleswig-Holstein.